# Imeria laminata
Imeria laminata là một loài tò vò trong họ Ichneumonidae.